# Tactical Force
Tactical Force es una película de 2011 protagonizada por Stone Cold Steve Austin, Michael Jai White, Candace Elaine, Keith Jardine, Michael Shanks, Michael Eklund, Darren Shahlavi, y Lexa Doig.

## Trama
Un ejercicio para el equipo SWAT de la policía de Los Ángeles sale terriblemente mal cuando se encuentran teniendo que hacer frente a dos bandas rivales mientras están atrapados en un hangar abandonado.

## Elenco
- Stone Cold Steve Austin como Capitán de SWAT Frank Tate.
- Michael Jai White como Hunt.
- Candace Elaine como Ilya Kalashnikova.
- Lexa Doig como Jannard.
- Steve Bacic como Blanco.
- Michael Shanks como Demetrius.
- Michael Eklund como Kenny.
- Darren Shahlavi como Storato.
- Adrian Holmes como Lampone.
- Peter Kent como Vladimir.